# Distretto di Chota
Il distretto di Chota è uno dei diciannove distretti  della provincia di Chota, in Perù. Si trova nella regione di Cajamarca e si estende su una superficie di 261,75 chilometri quadrati.

Ha per capitale la città di Chota e contava 48.332 abitanti al censimento 2005.